# Unisys

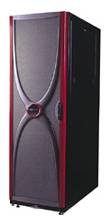
Enterprise Server E7000 är en av företagets servrar

Unisys Corporation är ett amerikanskt globalt IT-service och konsulentföretag med cirka 30 000 anställda världen över. Företaget är känt som en av de stora leverantörerna av servrar och mainframes till företags kritiska applikationer, till exempel bokningssystem till flyg- och tåg-branschen och kärnsystemen till bank- och finansvärlden. Hårdvara såväl som programvara är fortfarande ett viktigt affärsområde, men utgör endast 20 procent av omsättningen. De andra stora affärsområdena är IT-konsulttjänster, Services och – särskilt – outsourcing av informationsteknik.
Unisys finns representerat i många länder. Det svenska dotterbolaget, Unisys AB, hade huvudkontor i Kista norr om Stockholm, men är sedan år 2016 inte längre aktivt på marknaden.

## Historik
Unisys historia går tillbaka till 1873.
Unisys grundades 1986 genom en sammanslagning av de två amerikanska företagen Burroughs Adding Machine Co och Sperry Rand. Dessa två företag hade båda en lång historia före fusionen. För Burroughs del började det hela 1886, när William Seward Burrough grundade American Arithometer Company och lanserade en kommersiellt användbar räkne- och bokföringsmaskin. År 1905 ändrades namnet till Burroughs Adding Machine Co, och man saluförde vid denna tid ett antal olika innovativa maskiner. 
Sperry Rand hade liknande innovativa rötter och var i sig ett resultat av en fusion mellan Remington Rand och Sperry Gyroscope 1955. Remington Rand skapades 1927 av Remington Typewriter Company, Rand Kardex Company och Powers Accounting Machine Company. Datordivisionen inom Remington Rand bildades genom köpet av Eckert–Mauchly Computer Corporation 1950 och Engineering Research Associates 1952.
Sperry hade utvecklat navigationssystem och radarsystem. Remington var å sin sida känt för den första "tysta" skrivmaskinen, och man uppfann redan 1926 den första elektriska skrivmaskinen. Eckert–Mauchly Computer Corporation hade 1945 lanserat Eniac – den första digitala datamaskinen – och år 1950 hade Engineering Research Associates lanserat UNIVAC, den dator som kom att bli den viktigaste föregångaren för dagens digitala system.

## Sperry och Unisys i Sverige
Årsskiftet 1974-75 köpte dåvarande Sperry Univac stordatordelen av Datasaab för att expandera i Sverige under namnet Saab-Univac. Man fasade successivt ut Datasaabs datorer D21, D22 och D23 i Sverige och ersatte med främst Univac 1100, bland annat inom Försvarsmakten.
Under RS-projektet åren 1975-1979 då det svenska skattesystemet datoriserades fick Unisys leverera den stordator som då den togs i drift den 1 januari 1979 administrerade hela det svenska skattesystemet.
År 2015 började Unisys avveckla sin närvaro i Norden och Sverige. Då jobbade 95 personer på Unisys i Sverige. De svenska kunder som köpte datordrift av Unisys fasades över till Alingsåsföretaget Candidator.